# Limone di Sorrento
Il limone di Sorrento è un prodotto ortofrutticolo italiano a Indicazione geografica protetta.
Questa varietà è un limone femminello e si differenzia dai limoni della vicina costiera amalfitana per le diverse modalità di coltivazione e per proprietà organolettiche differenti (il limone di Amalfi appartiene inoltre ad una categoria diversa, lo sfusato). Viene coltivato sulla penisola sorrentina, in particolare nei comuni Massa Lubrense, Meta, Piano di Sorrento, Sant'Agnello, Sorrento, Vico Equense, oltre che nell'isola di Capri, con i due comuni Capri ed Anacapri.

## Caratteristiche
Il femminiello sorrentino, anche detto limone "Ovale di Sorrento" (in riferimento alla forma ovale del frutto) e "limone di Massa" (in riferimento ad un altro comune della penisola in cui viene coltivato), presenta dimensioni medio-grosse (ciascun limone non pesa meno di 85 grammi), una polpa di color giallo paglierino con un succo altamente acido (che lo differenzia dal moderatamente acido succo del limone amalfitano) ed è ricco di vitamina C. La buccia è di medio spessore ed è molto profumata per la ricca presenza in oli essenziali, ed è di colore giallo citrino.

## Coltivazione

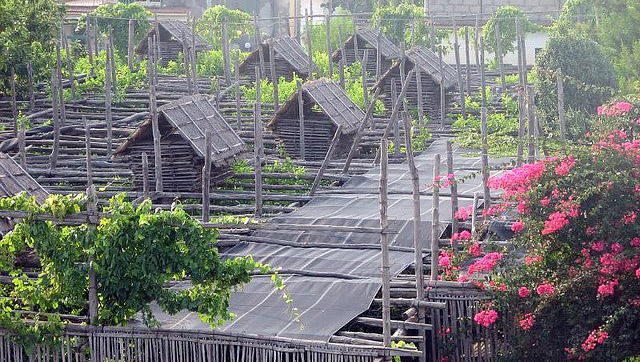
Tipico giardino sorrentino ad agrumi protetti da pergole.

Il limone di Sorrento IGP presenta particolari tecniche di produzione, basate sulla coltivazione delle piante sotto le "pagliarelle", ossia stuoie di paglia appoggiate a pali di sostegno di legno per coprire le chiome degli alberi, allo scopo di proteggere gli alberi dal freddo e dal vento e per ritardarne la maturazione (anche questo aspetto è tipico della produzione riconosciuta come IGP).
Nella limonicoltura di tutta la Campania, quella sorrentina (che comprende anche l'isola di Capri) è la maggiore, anche rispetto a quella amalfitana: rappresenta infatti il 35% della superficie investita e il 40% del prodotto, ovvero circa 600 ettari e 130.000 quintali (sui 327.000 dell'intera regione).
Come nell'area amalfitana, i limoneti sorrentini sono spesso definiti "giardini di limoni".

## Uso
Il femminiello sorrentino viene molto adoperato in cucina, per condire piatti tipici della penisola sorrentina: antipasti, primi piatti, contorni e secondi piatti, dolci (come il babà al limone), e persino il caffè di limone, più o meno come avviene nella costiera amalfitana con il suo tipico sfusato. E proprio come il limone amalfitano, quello sorrentino è molto adoperato anche per preparare il limoncello, liquore a base di limoni che nasce proprio tra le zone di Capri, Amalfi e Sorrento.

## Storia
La presenza dei limoni nell'area sorrentina è certificata da documenti storici del 1500 d.C. ma antenati dell'attuale ovale sorrentino risalgono all'epoca dei romani: infatti negli scavi di Ercolano e Pompei sono stati rinvenuti numerosi dipinti che raffigurano limoni molto simili a quelli odierni di Sorrento sulle tavole degli antichi romani.
Bisogna però attendere il 1600 per avere la certezza della coltivazione di questi frutti in forma specializzata, come risulta dagli atti dei padri gesuiti della zona. Esiste ancora uno dei primi fondi coltivati, chiamato “Il Gesus” dai padri gesuiti locali, che è posto nel Comune di Massa Lubrense: secondo molti storici è questo il primo fondo della penisola sorrentina in cui fu introdotta la coltivazione del limone e per questo motivo dunque che il limone viene talvolta definito sorrentino e altre volte massese.